# Баррос, Сойла
Сойла Баррос Фернандес (исп. Zoila Barros Fernández; 14 февраля 1975, Гавана, Куба) — кубинская волейболистка. Центральная блокирующая. Олимпийская чемпионка 2000.

## Биография
В сборной Кубы Сойла Баррос дебютировала в 2000 году и в первый же сезон в национальной команде стала обладателем двух золотых наград — на Гран-при и Олимпийских играх. Всего же в составе сборной своей страны Баррос выступала на протяжении 9 лет и приняла участие в трёх Олимпиадах (2000, 2004 и 2008), двух чемпионатах мира (2002 и 2006), двух розыгрышах Кубка мира (2003 и 2007), двух Панамериканских играх (2003 и 2007), четырёх континентальных чемпионатах, а также в ряде других официальных турниров. На счету волейболистки 8 медалей высшего достоинства, в том числе «золото» Олимпиады-2000, Гран-при 2000, Панамериканских игр и чемпионата NORCECA 2007. 6 раз Баррос на официальных соревнованиях была отмечена призом лучшего подающего, а в 2004 на Панамериканском Кубке признана самым ценным игроком турнира. После выступления на Олимпиаде-2008 в Пекине, где кубинки впервые за 20 лет остались без олимпийских наград, заняв 4-е место, Сойла Баррос завершила карьеру в сборной.
В 1998 году Баррос, как и многие другие волейболистки сборной Кубы, получила от национальной федерации разрешение на выступление за границей и в течение сезона играла в Италии за одну из лучших команд страны — «Мединекс» из Реджо-ди-Калабрии, с которой стала серебряным призёром чемпионата и Кубка Италии.
В 2004—2006 в игровой карьере Баррос был российский период. В 2004—2005 по протекции выдающегося тренера Николая Карполя кубинка вместе с соотечественницей Юмилкой Руис отыграла сезон в «Уралочке-НТМК», выиграв с ней «золото» чемпионата России. В 2005—2006 Баррос выступала за подмосковное «Динамо», с которым в серии за 3-е место обыграла свою прежнюю команду — «Уралочку». По итогам чемпионата спортсменка стала второй по результативности на блоке и третьей по очкам, набранным с подачи. Кроме неё бронзовым призёром чемпионата России в составе «Динамо» стала ещё одна кубинская волейболистка — Росир Кальдерон.
После нескольких сезонов игры на родине и игровой паузы, в 2013—2014 Баррос вместе с ещё одной кубинкой Мартой Санчес провела сезон в Румынии в составе команды «Букурешть», после чего завершила игровую карьеру.

### Клубная карьера
- …—1998 —  «Сьюдад Хабана» (Гавана);
- 1998—1999 —  «Мединекс» (Реджо-ди-Калабрия);
- 1999—2004 —  «Сьюдад Хабана» (Гавана);
- 2004—2005 —  «Уралочка-НТМК» (Свердловская область);
- 2005—2006 —  «Динамо» (Московская область);
- 2006—2011 —  «Сьюдад Хабана» (Гавана);
- 2013—2014 —  «Букурешть» (Бухарест).

## Достижения

### Со сборной Кубы
- Олимпийская чемпионка 2000;
  - бронзовый призёр Олимпийских игр 2004.
- чемпионка Гран-при 2000;
  - серебряный призёр Гран-при 2008.
- чемпионка NORCECA 2007;
  - 3-кратный серебряный призёр чемпионатов NORCECA — 2001, 2003, 2005.
- чемпионка Панамериканских игр 2007;
  - серебряный призёр Панамериканских игр 2003.
- 4-кратный победитель розыгрышей Панамериканского Кубка — 2002, 2004, 2005, 2007;
  - серебряный (2006) и бронзовый (2003) призёр Панамериканского Кубка.
- серебряный призёр Центральноамериканских и Карибских игр 2006.

### С клубами[4]
- серебряный призёр чемпионата Италии 1999.
- серебряный призёр розыгрыша Кубка Италии 1999.
- чемпионка России 2005;
  - бронзовый призёр чемпионата России 2006.

### Индивидуальные
- 2001: лучшая подающая Мирового Гран-при.
- 2003: лучшая подающая Панамериканского Кубка.
- 2003: лучшая подающая Кубка мира.
- 2003: лучшая подающая чемпионата NORCECA.
- 2004: самый ценный игрок (MVP) лучшая подающая Панамериканского Кубка.
- 2004: лучшая подающая Олимпийских игр.
- 2005: лучшая нападающая чемпионата NORCECA.